# Fangfeng
Fangfeng (xinès tradicional: 防風 ; xinès simplificat: 防风 ; pinyin: Fangfeng) és un personatge de la mitologia xinesa, a més a més d'haver estat adorat com una deïtat en la religió popular xinesa.
Com una figura mitològica, Fangfeng es coneix sobretot per haver arribat tard a una cita cridat per Yu el Gran després del final de la gran inundació de Gun-Yu, per la qual cosa va ser executat per ordre de Yu. Perquè Fangfeng era un gegant, de quasi 10 metres, el botxí va haver de construir una gran bastida per tal d'arribar al cap. Mites moderns i llegendes relatives sobre Fangfeng a la Xina tendeixen a emfasitzar que va ser executat erròniament: que la raó de la tardança de Fangfeng per arribar a l'assemblea va ser que en el seu camí es va trobar amb un diluvi local i es va aturar per donar fi a la inundació i salvar la gent. Com a déu, l'adoració de Fangfeng va ser més prominent en les Sis Dinasties de les regions de Wu i Yue (moderna Zhejiang, Jiangsu i Shanghai). Una representació comuna de Fangfeng és com d'un personatge només amb un ull i cella, entre drac i bou.